# 南美山蚂蝗
南美山蚂蝗（学名：Desmodium tortuosum）为豆科山蚂蝗属下的一个种。

## 扩展阅读
- 維基物種上的相關：南美山蚂蝗